# 형석고등학교
형석고등학교(亨碩高等學校)는 대한민국 충청북도 증평군 증평읍 미암리에 있는 사립 고등학교이다.

## 학교 연혁
- 1977년 10월 25일 : 학교법인 평안학원 김맹석 이사장 취임
- 1978년 11월 8일 : 형석고등학교 본 인가(18학급)
- 1979년 3월 1일 : 학교법인 형석학원으로 명칭 변경
- 1982년 2월 12일 : 제1회 졸업식(303명)
- 1991년 5월 7일 : 학교법인 형석학원 제2대 채훈관 이사장 취임
- 2010년 12월 7일 : 기숙형 고교 지정
- 2018년 3월 1일 : 충북형 고교 교육력 도약 중점 학교 지정
- 2018년 11월 22일 : 사회교과중점학교 지정(충청북도 교육청)
- 2024년 2월 7일 : 제43회 졸업식(99명) 졸업생 총 8,343명
- 2024년 3월 1일 : 제11대 김병기 교장 취임
- 2024년 3월 4일 : 제46회 입학식(남 60명, 여 64명 총 124명)

## 참고 자료
- 형석고등학교 - 한국교육학술정보원 학교알리미